# 1-chloorbutaan
1-chloorbutaan is een halogeenalkaan met als brutoformule C4H9Cl. Het is een kleurloze vloeistof met een scherpe geur.

## Toxicologie en veiligheid
De stof ontleedt bij verhitting of bij verbranding met vorming van giftige en corrosieve dampen, onder andere waterstofchloride en fosgeen. Ze reageert traag met water met vorming van zoutzuur. 1-chloorbutaan reageert hevig met oxiderende stoffen en metalen in poedervorm, met kans op brand en ontploffing. De stof tast ook aluminium en een groot aantal kunststoffen aan.